# 120 mm PM-38
Aruncătorul de calibrul 120 mm PM-38 este un mortier greu proiectat și fabricat în Uniunea Sovietică. Mortierul a intrat în dotarea Armatei Roșii în anul 1938 și era folosit inițial la nivel de regiment de infanterie, iar spre sfârșitul și după cel de-al Doilea Război Mondial la nivel de batalion. 

## Descriere

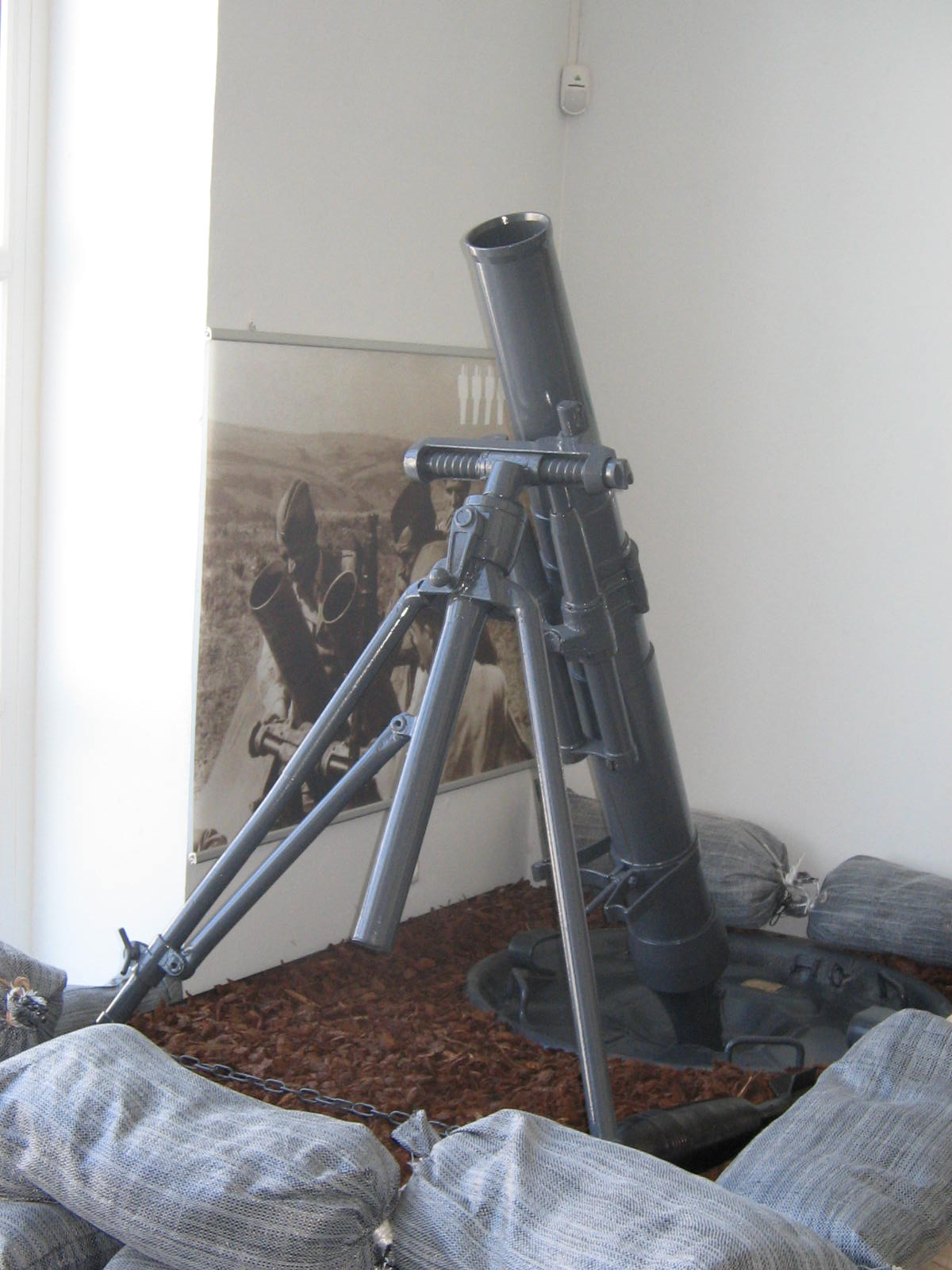
Aruncătorul Reșița, cal. 120mm, md.1942

Aruncătorul de bombe de calibrul 120 mm Model 1938 a fost dezvoltat pentru a sprijini infanteria rusă cu o piesă de artilerie mai ieftină decât tunurile de însoțire. În materie de design, mortierul nu era deosebit, fiind relativ asemănător aruncătoarelor de calibru mediu și ușor ale epocii. Piesa era transportată cu ajutorul unui cărucior cu două roți tractat de către un vehicul ușor sau hipo (doi cai doar pentru aruncător sau patru cai cu tot cu muniție). Mortierul nu necesita demontarea în cazul transportului. Căruciorul era fixat de placa de bază cu ajutorul unor cârlige și putea fi deplasat cu ușurință. Proiectilele puteau fi explozive sau fumigene. Bomba explozivă avea o greutate de 16 kilograme, fiind încărcată pe la gura țevii lise. Bătaia minimă era de aproximativ 450 de metri, iar cea maximă de 6000 de metri. Cadența în primul minut era de 10 lovituri pe minut, dar placa de bază avea tendința de a se îngropa în pământ după o perioadă mai lungă de utilizare. Piesa trebuia mutată în cazul focului susținut. Problema a fost remediată o dată cu introducerea modelul PM-43, dotat cu amortizoare la bipied și la baza țevii. Metoda de tragere era fie cea clasică (percuție prin cădere), fie printr-un trăgaci.
Aruncătorul de bombe s-a dovedit a fi atât de eficient încât armata germană a introdus în dotare exemplarele capturate sub denumirea Granatwerfer 378(r), iar ulterior a fabricat o copie denumită Granatwerfer 42 (abreviat GrW 42). Armata română a fabricat și ea o copie în timpul celui de-al Doilea Război Mondial, denumită Reșița Model 1942. După război, Uniunea Sovietică a continuat producția și a livrat modelul aliaților săi. Ultimul conflict în care a fost folosit mortierul PM-38 pe scară largă a fost Războiul din Vietnam.

## Producție în România
Aruncătorul de bombe PM-38 a fost capturat de către unitățile armatei române în timpul Operațiunii München. Piesa a fost testată în țară la Uzinele Reșița pentru determinarea performanțelor balistice, iar efectul la țintă era cunoscut, trupele române fiind sub focul acestui aruncător. Armata Română testase înainte de război, în anul 1937, un aruncător de bombe de calibrul 120 mm propus de uzinele Brandt, însă piesa s-a dovedit a fi necorespunzătoare și nu a fost acceptată. Mortierul PM-38 era oarecum similar, însă diferit din punct de vedere constructiv și al performanțelor. Într-un raport trimis Marelui Stat Major la data de 14 septembrie 1941, intitulat Învățămintele trase din operațiile executate de Armata a 3-a în războiul cu rușii (3 iulie - 10 septembrie 1941) era menționată următoarea precizare:
 [...] s-a dovedit că fiecare batalion de infanterie este necesar să dispună de cel puțin un pluton de aruncătoare cal. 81,4 mm, iar regimentele de infanterie de o companie de aruncătoare de calibru mai mare (100 sau 120 mm).[...] 
Fără a mai examina aruncătorul sau a mai cere referate, Direcția Tehnică a decis direct fabricarea piesei sovietice. Necesitatea introducerii unei piese asemănătoare în dotarea armatei era urgentă. Prin urmare, au fost sărite multe etape în asimilarea în țară a piesei de artilerie. Principala problemă era însă lipsa documentației tehnice.
Uzinele Reșița au acceptat verbal, prin directorul general, să realizeze prototipul aruncătorului. Discuțiile au durat doar două ore, iar uzinele au decis ca proiectul să fie finanțat din resurse proprii, urmând ca ulterior investiția să fie recuperată în urma comenzilor. Direcția Tehnică a acceptat această metodă, însă a cerut să fie evaluat costul fabricației prototipului (manoperă și materiale) în vederea analizării de către Biroul de calculație. Direcția Materiale a furnizat imediat, fără acte, Uzinelor Reșița aruncătorul de fabricație sovietică PM-38 care se afla în curtea Arsenalului Armatei. Lipsa documentației tehnice a dus la analizarea atentă a aruncătorului, demontarea sa în etape, stabilirea unor repere tehnice (300 în total, organizate la rândul lor în ansambluri), determinarea parametrilor reperelor (desen tehnic pentru fiecare piesă care să indice forma, dimensiunile și toleranțele) și stabilirea, în laborator, a compoziției chimice și a caracteristicilor fizice ale pieselor. Echipa condusă de maiorul Valerian Nestorescu a trebuit să determine, tot prin probe de laborator, materialele substituibile, tehnologia de fabricație a acestora și etapele asamblării. Uzinele Reșița trebuiau să producă și prototipul muniției de calibrul 120 mm. Aceasta era de două feluri: bombă scurtă din fontă și bombă lungă (mină) din oțel. Întreaga activitate s-a desfășurat la Biroul de construcție condus de profesorul inginer Lazăr Stoicescu.
Procesul de asimilare a aruncătorului sovietic de calibrul 120 mm a întâlnit însă și unele dificultăți tehnice, legate de țeava lisă, închizător și placa de bază. Muniția a necesitat unele modificări minore. Toate aceste probleme au fost depășite însă. Comisia militară de control și recepție, condusă de căpitanul inginer de geniu Spiridon Boncea, a contribuit la organizarea și reglementarea producției a aruncătorului. Acesta a fost denumit oficial Reșița Model 1942.

## Utilizare în România
Aruncătorul Reșița Model 1942 a intrat în dotarea regimentelor de infanterie în primăvara anului 1942, când a fost înființată o companie cu două plutoane a câte șase piese fiecare. Din cauza producției inițiale insuficiente, aruncătoarele Reșița au fost folosite alături de cele sovietice PM-38, capturate de la Armata Roșie. Rata de producție a ajuns însă în luna octombrie 1942 la 80 de exemplare pe lună. La sfârșitul anului 1944, regimentul de artilerie din cadrul diviziei de infanterie avea un divizion de aruncătoare Reșița de calibrul 120 mm. Aruncătoarele Reșița Model 1942 au fost folosite și după război, alături de cele sovietice PM-38 și PM-43, până în anul 1982. Începând cu anul 1982, toate cele trei tipuri de aruncătoare de calibrul 120 mm aflate în dotare au fost înlocuite treptat de aruncătorul de bombe românesc Model 1982.

## Utilizatori
- Albania
- China
- Cehia
- RDG
- Egipt
- Irak
- Coreea de Nord
- Vietnam
- România
- Uniunea Sovietică
- Siria
- Slovacia
- Yemen
- Iugoslavia